# رود یروپول
رود یروپول (انگلیسی: Yeropol) یک رودخانه در ناحیه خودگردان چوکوتکای کشور روسیه است.